# Calice Ligure
Cet article possède un paronyme, voir Calice.
Calice Ligure (Côrxi Ligure en  ligure) est une commune italienne de la province de Savone dans la région Ligurie, située dans la communauté de montagne Pollupice, à la confluence du torrent Carbuta et de la rivière Pora.

## Administration
| Période                                  | Période | Identité | Étiquette | Qualité |
| ---------------------------------------- | ------- | -------- | --------- | ------- |
|                                          |         |          |           |         |
| Les données manquantes sont à compléter. |         |          |           |         |

### Hameaux
Carbuta.

### Communes limitrophes
Bormida, Finale Ligure, Mallare, Orco Feglino, Rialto et Tovo San Giacomo.

## Personnalités
- Giuseppe Cesio, médecin, humanitaire et patriote, y est né en 1817 et mort en 1865 (maison natale sur la place qui porte son nom).
- En 1962, Emilio Scanavino, peintre et sculpteur italien y ouvre un atelier où se réunissent, à partir de 1970 autour de la galerie Il Punto, de nombreux artistes contemporains dont le Belge Jean Raine issu du groupe CoBrA. Ses nombreuses notes et photographies ont permis  d'éditer en 2005 La leggenda degli Artisti di Calice Ligure de Emilio Scanavino & C[2].

## Culture
- Musée d'art contemporain Casa del Console, (Maison du consul). Le bâtiment, datant d'au moins le Moyen Âge et modifié plusieurs fois[3] porte ce nom parce que Nicolò Massa, enfant du pays[4], s'y installa après avoir été consul au Brésil puis en Uruguay. La première collection du musée fut la collection Remo Pastori, galeriste turinois qui avait réuni autour de lui de nombreux artistes. Dans les années 1980, en souvenir de leur ami, ces artistes firent don à la commune de quelques-unes de leurs œuvres en souvenir de leur ami. À cette première collection sont venues s'ajouter la collection Cartoline d’Autore (Cartes postales d'auteur) et la Collezione Nuova (Nouvelle collection)[5].

- Par sa position enclavée dans la vallée et l'empêchant d'avoir vue sur la mer, sa devise populaire est « A Calice non c'é il mare ! ».

## Édifices religieux
- La Chiesa di San Nicolò (Calice Ligure) (it) fut édifiée au  XVIIIe siècle, sur une précédente église du  Duecento. Sa façade de style baroque à deux ordres, décorée de stuc, est répétée en plus petit sur  un oratoire contigu. À l'intérieur, décoré de marbre et de stuc, sont exposées des sculptures attribuées à Anton Maria Maragliano (it)[6] et des peintures du Settecento.